# チェコスロバキアン・ウルフドッグ
チェコスロバキアン・ウルフドッグ（英：Czechoslovakian Wolfdog）とは、チェコスロバキア原産のウルフドッグ犬種である。
FCIに公認されたウルフドッグ犬種の一つで、もう一つのFCIに公認されたウルフドッグ犬種はオランダ原産のサーロス・ウルフホンドである。このほかにもイタリア原産のルーポ・イタリアーノ、アメリカ合衆国原産のアメリカン・ツンドラ・シェパードなどのウルフドッグ犬種があるが、そのうちで公認されているのはサーロスとチェコスロバキアンのみである。この2犬種は性質や外見などからしばしば対として比較されている。

## 歴史
1950年代から容姿・能力共に優れたウルフドッグ犬種を作出するため、チェコとスロバキアのブリーダーが協力して作り出した。大人しく身体能力の高い地元のカルパティアオオカミと、愛情深く学習能力が非常に高いジャーマン・シェパード・ドッグを交配させたものをもとに改良され、時に遺伝子プールの改善と犬質の強化のため別のカルパティアオオカミを交配させたり、オオカミの血が濃くなりすぎないように更にジャーマン・シェパードを交配させながら綿密な調整を行い、完成した。
FCIには1982年に公認され、現在は主にペットやショードッグ、ドッグスポーツ用の犬種として世界的な人気がある。
FCI犬種番号322。FCI犬種グループ1。

## 特徴
サーロス・ウルフホンドに比べるとイヌの特性を強く受け継いでいるが、外見は非常にオオカミに似ている。立ち耳・ふさふさした垂れ尾でコートは やや長い。毛色はウルフ系のものに限られている。冬毛と夏毛の量の差が激しく、冬はふっくらした外見だが、夏はややスリムな外見に変化する。最低体高は雄65cm、雌60cm前後で最低体重は雄26kg、雌20kgの大型犬。性格はやや内向的だが大人しく素直で忠実であるが、しっかりとした訓練を行わなければ主人との主従関係が逆転してしまう危険性もある。しっかりとした訓練さえ行えば、子供にも優しく、小動物や他の犬とも仲良くする事が出来る。ただし、運動量はかなり多い。

## 参考
- 『日本と世界の愛犬図鑑2007』（辰巳出版）佐草一優監修
- 『デズモンド・モリスの犬種事典』（誠文堂新光社）デズモンド・モリス著書、福山英也、大木卓訳 誠文堂新光社、2007年
- 『日本と世界の愛犬図鑑2009』（辰巳出版）藤原尚太郎編･著